# Balmes birmana
Balmes birmana là một loài côn trùng trong họ Psychopsidae thuộc bộ Neuroptera. Loài này được McLachlan miêu tả năm 1891.